# Шемуршинський район
Шемурши́нський район (рос. Шемуршинский район, чув. Шăмăршă районĕ) — муніципальне утворення в Росії, у складі Чуваської Республіки.
Адміністративний центр — село Шемурша.

## Географія
Шемуршинський район розташований в межах Чуваського плато. Корисних копалин в районі мало. Головне — Шемуршинське родовище цегельної сировини, розташоване за 0,5 км на схід від села Шемурша. Одне з природних багатств — ліс: лісистість району становить 56 %.

## Населення
Населення району становить 11969 осіб (2019, 14759 у 2010, 16588 у 2002).

## Адміністративно-територіальний поділ
На території району 9 сільських поселень:
| Поселення                               | Площа, км² | Населення, осіб (2002) | Населення, осіб (2010) | Населення, осіб (2019) | Центр             | Населені пункти |
| --------------------------------------- | ---------- | ---------------------- | ---------------------- | ---------------------- | ----------------- | --------------- |
| Бічурга-Баїшевське сільське поселення   | 102,20     | 1863                   | 1522                   | 1219                   | Бічурга-Баїшево   | 2               |
| Великобуяновське сільське поселення     | 47,27      | 1462                   | 1200                   | 912                    | Велике Буяново    | 3               |
| Карабай-Шемуршинське сільське поселення | 46,84      | 1497                   | 1412                   | 1163                   | Карабай-Шемурша   | 2               |
| Малобуяновське сільське поселення       | 44,86      | 1594                   | 1421                   | 1127                   | Мале Буяново      | 4               |
| Старочукальське сільське поселення      | 150,34     | 1063                   | 925                    | 718                    | Старі Чукали      | 2               |
| Трьохбалтаєвське сільське поселення     | 70,60      | 2191                   | 1887                   | 1528                   | Трьохбалтаєво     | 2               |
| Чепкас-Нікольське сільське поселення    | 36,00      | 1035                   | 935                    | 721                    | Чепкас-Нікольське | 5               |
| Чукальське сільське поселення           | 135,84     | 1066                   | 781                    | 576                    | Руські Чукали     | 3               |
| Шемуршинське сільське поселення         | 165,15     | 4817                   | 4676                   | 4005                   | Шемурша           | 8               |

## Найбільші населені пункти
Населені пункти з чисельністю населення понад 1000 осіб:
| № | Населений пункт | Населення, осіб (2002) | Населення, осіб (2010) |
| - | --------------- | ---------------------- | ---------------------- |
| 1 | Шемурша         | 3 726                  | 3 759                  |
| 2 | Трьохбалтаєво   | 1 592                  | 1 376                  |
| 3 | Карабай-Шемурша | 1 068                  | 1 090                  |

## Господарство
Шемуршинський район сільськогосподарський. Промисловість розвинена слабо, представлена підприємствами з виробництва пиломатеріалів, тари, меблів для місцевого споживання, товарів культурно-побутового призначення, цегли, а також підприємства з переробки продукції сільського господарства. Переважна частина підприємств розміщена в Шемурші.
Рослинництво спеціалізується на виробництві зерна, картоплі, овочів, кормів. Спеціалізація тваринництва — м'ясо-молочне скотарство, свинарство, птахівництво, вівчарство, конярство, бджільництво.

### Транспорт
Весь обсяг вантажних і пасажирських перевезень в районі здійснюється автомобільним транспортом. Щільність автомобільних доріг тут одна з найнижчих. Основна транспортна магістраль — автодорога Цивільськ — Ульяновськ — Сизрань, яка перетинає східну частину території району.